# Triplectides tambina
Triplectides tambina är en nattsländeart som beskrevs av Mosely in Mosely och Douglas E. Kimmins 1953. Triplectides tambina ingår i släktet Triplectides och familjen långhornssländor. Inga underarter finns listade i Catalogue of Life.